# Strul (musikgrupp)
Strul var en rockgrupp som mellan 1979[källa behövs] och 1981[källa behövs] verkade i Halmstad. Bandets förgrundsgestalt var gitarristen, låtskrivaren och sångaren Martin Sternhufvud, men den mest kända medlemmen var Marie Fredriksson som senare slog igenom som soloartist och tillsammans med Per Gessle i duon Roxette. 

## Bakgrund
Bandet gav ut en singelskiva ("Ki-i-ai-oo"/"Strul igen") och medverkade i TV-programmen "Rockcirkus" och "Fritt fram" under den andra hälften av 1981[källa behövs] innan det splittrades senare samma år. 
Bandet bytte medlemmar ofta under sin relativt korta existens. Den ende som var med hela tiden var Martin Sternhufvud. Trummorna trakterades från starten av Stefan Dernbrant, som tillsammans med basisten Lennart "Ledde" Nilsson bildade den första rytmsektionen. Dessa kom att ersättas av basisten Peter "Pedda" Nilsson och trummisen Nils "Nisse Noice" von Mattern. Samtidigt kom gitarristen Bo "Bosse" Söderström med i bandet. Dessa tre, tillsammans med Martin Sternhufvud på sång och kompgitarr samt Marie Fredriksson på sång och el-piano, deltog under inspelning av bandets enda singel och de två TV-programmen bandet medverkade i. Gitarristen Alf "Nalle" Bondesson var också medlem i bandet under en kortare tid.
Sternhufvud och Fredriksson fick skivkontrakt med Metronome, nu som duon MaMas Barn och gav 1982 ut studioalbumet Barn som Barn, där även Anders Herrlin och Micke Syd Andersson medverkade. 

### Fotnoter
1. ↑  Jens Peterson (10 december 2019). ”Marie Fredrikssons röst kommer inte glömmas” (på svenska). Nöjesbladet. https://www.aftonbladet.se/nojesbladet/a/GGJpXJ/marie-fredrikssons-rost-kommer-inte-glommas. Läst 10 december 2025.
2. ↑  ”musik/strul-martin-tillbaka-efter-30-ars-tystnad.”. https://www.hallandsposten.se/noje/musik/strul-martin-tillbaka-efter-30-ars-tystnad.f0bdeccf-a862-4832-a556-2c2f8fcd7404. Läst 31 mars 2024.
3. ↑  ”songsforwhoever.”. https://songsforwhoever.com/tag/mamas-barn/. Läst 31 mars 2024.
4. ↑  ”musikon.”. http://musikon.se/skivor.php?id=3230728. Läst 31 mars 2024.